# Viktor Győző Simon Macalik
Viktor Győző Simon Macalik (Sibiu, 1º marzo 1890 – Jilava, 19 agosto 1953) è stato un vescovo cattolico rumeno.

## Biografia
Monsignor Viktor Győző Simon Macalik nacque a Sibiu nel 1890.

### Formazione e ministero sacerdotale
Frequentò il liceo a Oradea e Alba Iulia. Nel 1913 conseguì il dottorato in filosofia presso la Pontificia Università Gregoriana a Roma.
Il 15 luglio 1916 fu ordinato presbitero per la diocesi di Innsbruck da monsignor Sigismund Waitz. Fino alla fine della prima guerra mondiale operò in Austria. In seguito fu docente all'Istituto "Marianum" di Cluj, direttore spirituale del seminario di Alba Iulia dal 1922 e professore di teologia dal 1938 al 1941.

### Ministero episcopale
Nel 1951 papa Pio XII lo nominò vescovo ausiliare di Alba Iulia e titolare di Azoto. Ricevette l'ordinazione episcopale in segreto nella primavera dello stesso anno probabilmente nel convento francescano di Orăştie dall'arcivescovo metropolita di Bucarest Alexandru Theodor Cisar.
Nell'agosto del 1951 venne imprigionato.
Morì nel carcere di Jilava, vicino a Bucarest, il 19 agosto 1953.
Nel 1966 la sua salma fu sepolta nella cattedrale di San Michele ad Alba Iulia.

## Genealogia episcopale
La genealogia episcopale è:
- Cardinale Scipione Rebiba
- Cardinale Giulio Antonio Santori
- Cardinale Girolamo Bernerio, O.P.
- Arcivescovo Galeazzo Sanvitale
- Cardinale Ludovico Ludovisi
- Cardinale Luigi Caetani
- Cardinale Ulderico Carpegna
- Cardinale Paluzzo Paluzzi Altieri degli Albertoni
- Papa Benedetto XIII
- Papa Benedetto XIV
- Papa Clemente XIII
- Cardinale Marcantonio Colonna
- Cardinale Giacinto Sigismondo Gerdil, B.
- Cardinale Giulio Maria della Somaglia
- Cardinale Carlo Odescalchi, S.I.
- Cardinale Costantino Patrizi Naro
- Cardinale Lucido Maria Parocchi
- Cardinale Girolamo Maria Gotti, O.C.D.
- Arcivescovo Albinus Raymund Netzhammer, O.S.B.
- Arcivescovo Alexandru Theodor Cisar
- Vescovo Viktor Győző Simon Macalik